# Rezerwat przyrody Czaple Wyspy
Rezerwat przyrody Czaple Wyspy – faunistyczny rezerwat przyrody położony w gminie Sieraków, powiecie międzychodzkim (województwo wielkopolskie). Leży w granicach Sierakowskiego Parku Krajobrazowego. Obejmuje dwie porośnięte lasem wyspy na Jeziorze Kłosowskim.
Został utworzony zarządzenie Ministra Leśnictwa i Przemysłu Drzewnego z dnia 24 czerwca 1957 roku. Zajmuje powierzchnię 7,14 ha (akt powołujący podawał 8,07 ha).
Plan ochrony rezerwatu opracowano na okres od 01.01.1997 roku do 31.12.2016 roku. Rezerwat nie posiada aktualnego planu ochrony.

## Fauna
Rezerwat chroni miejsca lęgowe rzadkich gatunków ptaków, m.in.: sokoła wędrownego, kani czarnej, rybołowa, kormorana czarnego, bielika. Nazwa rezerwatu pochodzi od czapli siwej, która obecnie nie gnieździ się na jego terenie. W okresie zimy, w poszukiwaniu żeru, w rezerwacie pojawiają się sarny, jelenie i dziki.

## Roślinność
Warstwę drzew w drzewostanie na dużej wyspie można podzielić na dwa piętra; w I piętrze panuje sosna oraz 200-letni dąb, w domieszce występuje jawor, brzoza, kasztanowiec, klon i modrzew. W piętrze II dominuje dąb, a w domieszce występują: jawor, kasztanowiec, wiąz i akacja. Drzewostan na małej wyspie ma raczej charakter parkowy: wrażenie robi 12 dębów o charakterze pomnikowym. Wyspy te, o falistej powierzchni, porośnięte są starymi drzewostanami sosnowymi i dębowymi. Wiele rosnących tu drzew, zwłaszcza dębów, ma charakter pomnikowy. Roślinność rezerwatu należy do zespołu świetlistej dąbrowy Potentillo albae-Quercetum. W górnej warstwie drzew dominuje sosna zwyczajna i dąb szypułkowy, a w domieszce występują m.in.: jawor, brzoza brodawkowata, klon zwyczajny, a towarzyszą mu te same gatunki co w górnym piętrze. W podszycie dominuje również dąb szypułkowy, obok którego znajduje się leszczyna, jarząb pospolity, szakłak pospolity, trzmielina pospolita, tarnina, grusza pospolita, kruszyna pospolita, dereń świdwa. W bogatym runie tego zespołu występują: ciemiężyk białokwiatowy, gorysz pagórkowy, kokoryczka wonna, bodziszek czerwony, dzwonek brzoskwiniolistny, koniczyna dwukłosowa, pięciornik biały, wilczomlecz kątowy, czyścica storzyszek, konwalia majowa oraz nerecznica samcza.